# Парк Перемоги (стадіон)
Стадіон «Парк Перемоги» (колишня назва — Трудові резерви) — футбольно-легкоатлетичний стадіон у Миколаєві. Вміщує 5 000 глядачів. Розташований у північній частині міста поряд із Парком Перемоги.
Остання реконструкція стадіону розпочалася в 2013 році й остаточно була завершена в 2017 році.